# Championnats d'Europe de natation en petit bassin 2003
Navigation
Édition 2002 Édition 2004
Les 11es Championnats d'Europe de natation en petit bassin, organisés par la LEN, se sont tenus à Dublin (Irlande), du 11 au 14 décembre 2003.
Inauguré en mars 2003, le Centre Aquatique National (en) (en irlandais : Sportlann Uisce Éireann) de Blanchardstown est le cadre des 38 épreuves de ces Championnats.
| Records battus : Records du monde - Records d'Europe Le tableau des médailles Nage libre : 50 m - 100 m - 200 m - 400 m - 800 m - 1 500 m Dos : 50 m - 100 m - 200 m Brasse : 50 m - 100 m - 200 m Papillon : 50 m - 100 m - 200 m Quatre nages : 100 m - 200 m - 400 m Relais : 4 × 50 m nage libre - 4 × 50 m 4 nages |

## Records battus

### Records du monde
- 100 m papillon hommes, battu par Milorad Čavić qui le porte à 50 s 02
- 4x50 m nage libre hommes, battu par le relais néerlandais qui le porte à 1 min 25 s 55
- 4x50 m nage libre femmes, battu par le relais néerlandais qui le porte à 1 min 37 s 52
- 4x50 m 4 nages hommes, battu par le relais allemand qui le porte à 1 min 34 s 46

### Records d'Europe
- 200 m nage libre hommes, battu par Pieter van den Hoogenband qui le porte à 1 min 41 s 89
- 1 500 m nage libre hommes, battu par Yuri Prilukov qui le porte à 14 min 31 s 82
- 200 m dos femmes, battu par Antje Buschschulte qui le porte à 2 min 04 s 23
- 200 m brasse hommes, battu par Ian Edmond qui le porte à 2 min 05 s 63
- 400 m 4 nages hommes, battu par László Cseh qui le porte à 4 min 04 s 10

## Tableau des médailles
| Rang | Nation               | Or | Argent | Bronze | Total |
| ---- | -------------------- | -- | ------ | ------ | ----- |
| 1    | Allemagne            | 7  | 6      | 8      | 21    |
| 2    | Royaume-Uni          | 7  | 6      | 1      | 14    |
| 3    | Pays-Bas             | 5  | 1      | 2      | 8     |
| 4    | Slovénie             | 3  | 1      | 1      | 5     |
| 5    | Hongrie              | 3  | 0      | 1      | 4     |
| 6    | Suède                | 2  | 5      | 0      | 7     |
| 7    | Russie               | 2  | 3      | 2      | 7     |
| 8    | France               | 2  | 0      | 2      | 4     |
| 9    | Finlande             | 2  | 0      | 1      | 3     |
| 10   | Italie               | 1  | 3      | 3      | 7     |
| 11   | Ukraine              | 1  | 2      | 4      | 7     |
| 12   | Tchéquie             | 1  | 2      | 1      | 4     |
| 13   | Serbie-et-Monténégro | 1  | 1      | 0      | 2     |
| –    | Slovaquie            | 1  | 1      | 0      | 2     |
| 15   | Autriche             | 1  | 0      | 3      | 4     |
| 16   | Espagne              | 1  | 0      | 1      | 2     |
| 17   | Biélorussie          | 0  | 1      | 3      | 4     |
| 18   | Suisse               | 0  | 1      | 1      | 2     |
| 19   | Croatie              | 0  | 1      | 0      | 1     |
| –    | Islande              | 0  | 1      | 0      | 1     |
| –    | Irlande              | 0  | 1      | 0      | 1     |
| 22   | Danemark             | 0  | 0      | 2      | 2     |
| –    | Pologne              | 0  | 0      | 2      | 2     |
| 24   | Lituanie             | 0  | 0      | 1      | 1     |
|      | TOTAL                | 40 | 36     | 39     | 115   |

## Résultats

### 50 m nage libre
| Rang               | Athlète             | Pays                 | Temps   |
| ------------------ | ------------------- | -------------------- | ------- |
| Médaille d'or      | Mark Foster         | Royaume-Uni          | 21 s 42 |
| Médaille d'argent  | Milorad Čavić       | Serbie-et-Monténégro | 21 s 49 |
| Médaille de bronze | Bartosz Kizierowski | Pologne              | 21 s 54 |

| Rang               | Athlète          | Pays        | Temps   |
| ------------------ | ---------------- | ----------- | ------- |
| Médaille d'or      | Marleen Veldhuis | Pays-Bas    | 24 s 39 |
| Médaille d'argent  | Alison Sheppard  | Royaume-Uni | 24 s 48 |
| Médaille de bronze | Malia Metella    | France      | 24 s 54 |

### 100 m nage libre
| Rang               | Athlète                   | Pays     | Temps   |
| ------------------ | ------------------------- | -------- | ------- |
| Médaille d'or      | Pieter van den Hoogenband | Pays-Bas | 46 s 81 |
| Médaille d'argent  | Filippo Magnini           | Italie   | 47 s 32 |
| Médaille de bronze | Christian Galenda         | Italie   | 47 s 77 |

| Rang               | Athlète             | Pays     | Temps   |
| ------------------ | ------------------- | -------- | ------- |
| Médaille d'or      | Malia Metella       | France   | 53 s 15 |
| Médaille d'argent  | Marleen Veldhuis    | Pays-Bas | 53 s 42 |
| Médaille de bronze | Hanna-Maria Seppälä | Finlande | 53 s 46 |

### 200 m nage libre
| Rang               | Athlète                   | Pays     | Temps         |
| ------------------ | ------------------------- | -------- | ------------- |
| Médaille d'or      | Pieter van den Hoogenband | Pays-Bas | 1 min 41 s 89 |
| Médaille d'argent  | Květoslav Svoboda         | Tchéquie | 1 min 44 s 56 |
| Médaille de bronze | Saulius Binevičius        | Lituanie | 1 min 45 s 09 |

| Rang               | Athlète          | Pays        | Temps         |
| ------------------ | ---------------- | ----------- | ------------- |
| Médaille d'or      | Melanie Marshall | Royaume-Uni | 1 min 55 s 10 |
| Médaille d'argent  | Josefin Lillhage | Suède       | 1 min 55 s 57 |
| Médaille de bronze | Alena Popchanka  | Biélorussie | 1 min 55 s 66 |

### 400 m nage libre
| Rang               | Athlète               | Pays     | Temps         |
| ------------------ | --------------------- | -------- | ------------- |
| Médaille d'or      | Massimiliano Rosolino | Italie   | 3 min 40 s 19 |
| Médaille d'or      | Yuri Prilukov         | Russie   | 3 min 40 s 19 |
| Médaille de bronze | Květoslav Svoboda     | Tchéquie | 3 min 42 s 34 |

| Rang               | Athlète           | Pays        | Temps         |
| ------------------ | ----------------- | ----------- | ------------- |
| Médaille d'or      | Joanne Jackson    | Royaume-Uni | 4 min 04 s 00 |
| Médaille d'argent  | Rebecca Cooke     | Royaume-Uni | 4 min 04 s 80 |
| Médaille de bronze | Melissa Caballero | Espagne     | 4 min 05 s 00 |
| Médaille de bronze | Regina Stytch     | Russie      | 4 min 05 s 00 |

### 800 m nage libre
| Rang               | Athlète          | Pays        | Temps         |
| ------------------ | ---------------- | ----------- | ------------- |
| Médaille d'or      | Erika Villaécija | Espagne     | 8 min 18 s 65 |
| Médaille d'argent  | Rebecca Cooke    | Royaume-Uni | 8 min 22 s 05 |
| Médaille de bronze | Éva Risztov      | Hongrie     | 8 min 23 s 94 |

### 1 500m nage libre
| Rang               | Athlète               | Pays        | Temps          |
| ------------------ | --------------------- | ----------- | -------------- |
| Médaille d'or      | Yuri Prilukov         | Russie      | 14 min 31 s 82 |
| Médaille d'argent  | Graeme Smith          | Royaume-Uni | 14 min 42 s 64 |
| Médaille de bronze | Massimiliano Rosolino | Italie      | 14 min 47 s 34 |

### 50 m dos
| Rang               | Athlète             | Pays      | Temps   |
| ------------------ | ------------------- | --------- | ------- |
| Médaille d'or      | Thomas Rupprath     | Allemagne | 23 s 71 |
| Médaille d'argent  | Vyacheslav Shyrshov | Ukraine   | 24 s 16 |
| Médaille de bronze | Toni Helbig         | Allemagne | 24 s 19 |

| Rang               | Athlète            | Pays      | Temps   |
| ------------------ | ------------------ | --------- | ------- |
| Médaille d'or      | Ilona Hlaváčková   | Tchéquie  | 27 s 48 |
| Médaille d'argent  | Antje Buschschulte | Allemagne | 27 s 54 |
| Médaille de bronze | Louise Ørnstedt    | Danemark  | 27 s 56 |

### 100 m dos
| Rang               | Athlète         | Pays      | Temps   |
| ------------------ | --------------- | --------- | ------- |
| Médaille d'or      | Thomas Rupprath | Allemagne | 50 s 72 |
| Médaille d'argent  | Örn Arnarson    | Islande   | 51 s 74 |
| Médaille de bronze | Steffen Driesen | Allemagne | 51 s 92 |

| Rang               | Athlète            | Pays      | Temps   |
| ------------------ | ------------------ | --------- | ------- |
| Médaille d'or      | Antje Buschschulte | Allemagne | 58 s 40 |
| Médaille d'argent  | Ilona Hlaváčková   | Tchéquie  | 58 s 72 |
| Médaille de bronze | Laure Manaudou     | France    | 58 s 99 |

### 200 m dos
| Rang               | Athlète         | Pays      | Temps         |
| ------------------ | --------------- | --------- | ------------- |
| Médaille d'or      | Blaž Medvešek   | Slovénie  | 1 min 52 s 60 |
| Médaille d'argent  | Steffen Driesen | Allemagne | 1 min 53 s 07 |
| Médaille de bronze | Markus Rogan    | Autriche  | 1 min 53 s 08 |

| Rang               | Athlète             | Pays      | Temps         |
| ------------------ | ------------------- | --------- | ------------- |
| Médaille d'or      | Antje Buschschulte  | Allemagne | 2 min 04 s 23 |
| Médaille d'argent  | Stanislava Komarova | Russie    | 2 min 05 s 42 |
| Médaille de bronze | Iryna Amshennikova  | Ukraine   | 2 min 06 s 51 |

### 50 m brasse
| Rang               | Athlète       | Pays      | Temps   |
| ------------------ | ------------- | --------- | ------- |
| Médaille d'or      | Oleg Lisogor  | Ukraine   | 26 s 89 |
| Médaille d'argent  | Remo Lütolf   | Suisse    | 27 s 02 |
| Médaille de bronze | Mark Warnecke | Allemagne | 27 s 03 |

| Rang               | Athlète          | Pays      | Temps   |
| ------------------ | ---------------- | --------- | ------- |
| Médaille d'or      | Sarah Poewe      | Allemagne | 30 s 40 |
| Médaille d'argent  | Emma Igelström   | Suède     | 30 s 59 |
| Médaille de bronze | Elena Bogomazova | Russie    | 30 s 99 |

### 100 m brasse
| Rang               | Athlète      | Pays        | Temps   |
| ------------------ | ------------ | ----------- | ------- |
| Médaille d'or      | James Gibson | Royaume-Uni | 58 s 03 |
| Médaille d'argent  | Oleg Lisogor | Ukraine     | 58 s 42 |
| Médaille de bronze | Darren Mew   | Royaume-Uni | 58 s 78 |

| Rang               | Athlète          | Pays      | Temps         |
| ------------------ | ---------------- | --------- | ------------- |
| Médaille d'or      | Sarah Poewe      | Allemagne | 1 min 06 s 31 |
| Médaille d'argent  | Elena Bogomazova | Russie    | 1 min 06 s 63 |
| Médaille de bronze | Mirna Jukić      | Autriche  | 1 min 06 s 68 |

### 200 m brasse
| Rang               | Athlète              | Pays        | Temps         |
| ------------------ | -------------------- | ----------- | ------------- |
| Médaille d'or      | Ian Edmond           | Royaume-Uni | 2 min 05 s 63 |
| Médaille d'argent  | Andrew Bree          | Irlande     | 2 min 08 s 02 |
| Médaille de bronze | Thijs van Valkengoed | Pays-Bas    | 2 min 08 s 30 |

| Rang               | Athlète       | Pays      | Temps         |
| ------------------ | ------------- | --------- | ------------- |
| Médaille d'or      | Mirna Jukić   | Autriche  | 2 min 21 s 09 |
| Médaille d'argent  | Anne Poleska  | Allemagne | 2 min 21 s 93 |
| Médaille de bronze | Simone Weiler | Allemagne | 2 min 22 s 64 |

### 50 m papillon
| Rang               | Athlète         | Pays        | Temps   |
| ------------------ | --------------- | ----------- | ------- |
| Médaille d'or      | Mark Foster     | Royaume-Uni | 23 s 22 |
| Médaille d'argent  | Alexei Puninski | Croatie     | 23 s 40 |
| Médaille de bronze | Andriy Serdinov | Ukraine     | 23 s 44 |

| Rang               | Athlète               | Pays      | Temps   |
| ------------------ | --------------------- | --------- | ------- |
| Médaille d'or      | Anna-Karin Kammerling | Suède     | 25 s 91 |
| Médaille d'argent  | Martina Moravcová     | Slovaquie | 26 s 25 |
| Médaille de bronze | Fabienne Nadarajah    | Autriche  | 26 s 44 |

### 100 m papillon
| Rang               | Athlète         | Pays                 | Temps   |
| ------------------ | --------------- | -------------------- | ------- |
| Médaille d'or      | Milorad Čavić   | Serbie-et-Monténégro | 50 s 02 |
| Médaille d'argent  | Thomas Rupprath | Allemagne            | 50 s 43 |
| Médaille de bronze | Andriy Serdinov | Ukraine              | 50 s 88 |

| Rang               | Athlète           | Pays        | Temps   |
| ------------------ | ----------------- | ----------- | ------- |
| Médaille d'or      | Martina Moravcová | Slovaquie   | 57 s 25 |
| Médaille d'argent  | Johanna Sjöberg   | Suède       | 58 s 23 |
| Médaille de bronze | Alena Popchanka   | Biélorussie | 58 s 26 |

### 200 m papillon
| Rang               | Athlète            | Pays        | Temps         |
| ------------------ | ------------------ | ----------- | ------------- |
| Médaille d'or      | Franck Esposito    | France      | 1 min 51 s 98 |
| Médaille d'argent  | Stephen Parry      | Royaume-Uni | 1 min 53 s 01 |
| Médaille de bronze | Paweł Korzeniowski | Pologne     | 1 min 53 s 68 |

| Rang               | Athlète         | Pays     | Temps         |
| ------------------ | --------------- | -------- | ------------- |
| Médaille d'or      | Éva Risztov     | Hongrie  | 2 min 06 s 72 |
| Médaille d'argent  | Francesca Segat | Italie   | 2 min 07 s 12 |
| Médaille de bronze | Mette Jacobsen  | Danemark | 2 min 07 s 55 |

### 100 m quatre nages
| Rang               | Athlète        | Pays      | Temps   |
| ------------------ | -------------- | --------- | ------- |
| Médaille d'or      | Peter Mankoč   | Slovénie  | 53 s 35 |
| Médaille d'or      | Javi Sievinem  | Finlande  | 53 s 35 |
| Médaille de bronze | Marco di Carli | Allemagne | 54 s 06 |

| Rang               | Athlète           | Pays        | Temps         |
| ------------------ | ----------------- | ----------- | ------------- |
| Médaille d'or      | Alison Sheppard   | Royaume-Uni | 1 min 01 s 19 |
| Médaille d'argent  | Alenka Kejžar     | Slovénie    | 1 min 01 s 29 |
| Médaille de bronze | Hanna Schtscherba | Biélorussie | 1 min 01 s 40 |

### 200 m quatre nages
| Rang               | Athlète               | Pays     | Temps         |
| ------------------ | --------------------- | -------- | ------------- |
| Médaille d'or      | Jani Sievinen         | Finlande | 1 min 55 s 40 |
| Médaille d'argent  | Massimiliano Rosolino | Italie   | 1 min 56 s 70 |
| Médaille de bronze | Peter Mankoč          | Slovénie | 1 min 57 s 03 |

| Rang               | Athlète           | Pays        | Temps         |
| ------------------ | ----------------- | ----------- | ------------- |
| Médaille d'or      | Alenka Kejžar     | Slovénie    | 2 min 09 s 32 |
| Médaille d'argent  | Hanna Schtscherba | Biélorussie | 2 min 11 s 00 |
| Médaille de bronze | Teresa Rohmann    | Biélorussie | 2 min 11 s 44 |

### 400 m quatre nages
| Rang               | Athlète               | Pays        | Temps         |
| ------------------ | --------------------- | ----------- | ------------- |
| Médaille d'or      | László Cseh           | Hongrie     | 4 min 04 s 10 |
| Médaille d'argent  | Robin Francis         | Royaume-Uni | 4 min 05 s 20 |
| Médaille de bronze | Massimiliano Rosolino | Italie      | 4 min 06 s 59 |

| Rang               | Athlète          | Pays      | Temps         |
| ------------------ | ---------------- | --------- | ------------- |
| Médaille d'or      | Éva Risztov      | Hongrie   | 4 min 33 s 57 |
| Médaille d'argent  | Yana Tolkatcheva | Russie    | 4 min 35 s 28 |
| Médaille de bronze | Teresa Rohmann   | Allemagne | 4 min 35 s 47 |

### 4 × 50 m nage libre
| Rang               | Athlète                                                            | Pays      | Temps         |
| ------------------ | ------------------------------------------------------------------ | --------- | ------------- |
| Médaille d'or      | Mark Veens Johan Kenkhuis Gijs Damen Pieter van den Hoogenband     | Pays-Bas  | 1 min 25 s 55 |
| Médaille d'argent  | Carsten Dehmlow Benjamin Friedrich Fabian Friedrich Jens Schreiber | Allemagne | 1 min 26 s 26 |
| Médaille de bronze | Vyacheslav Shyrshov Yuri Yegoshin Oleg Lisogor Oleksandr Volynets  | Ukraine   | 1 min 26 s 30 |

| Rang               | Athlète                                                                 | Pays      | Temps         |
| ------------------ | ----------------------------------------------------------------------- | --------- | ------------- |
| Médaille d'or      | Hinkelien Schreuder Annabel Kosten Chantal Groot Marleen Veldhuis       | Pays-Bas  | 1 min 37 s 52 |
| Médaille d'argent  | Claire Hedenskog Anna-Karin Kammerling Johanna Sjöberg Josefin Lillhage | Suède     | 1 min 37 s 68 |
| Médaille de bronze | Katrin Meissner Sandra Völker Petra Dallmann Britta Steffen             | Allemagne | 1 min 38 s 68 |

### 4 × 50 m quatre nages
| Rang               | Athlète                                                        | Pays      | Temps         |
| ------------------ | -------------------------------------------------------------- | --------- | ------------- |
| Médaille d'or      | Thomas Rupprath Mark Warnecke Fabian Friedrich Carsten Dehmlow | Allemagne | 1 min 34 s 46 |
| Médaille d'argent  | Jens Petersson Martin Gustavsson Björn Lundin Stefan Nystrand  | Suède     | 1 min 36 s 28 |
| Médaille de bronze | Flori Lang Remo Lütolf Lorenz Liechti Karel Novy               | Suisse    | 1 min 36 s 65 |

| Rang               | Athlète                                                            | Pays      | Temps         |
| ------------------ | ------------------------------------------------------------------ | --------- | ------------- |
| Médaille d'or      | Emelie Kierkegaard Emma Igelström Johanna Sjöberg Josefin Lillhage | Suède     | 1 min 48 s 79 |
| Médaille d'argent  | Antje Buschschulte Sarah Poewe Janine Pietsch Sandra Völker        | Allemagne | 1 min 48 s 85 |
| Médaille de bronze | Hinkelien Schreuder Moniek Nijhuis Chantal Groot Marleen Veldhuis  | Pays-Bas  | 1 min 49 s 10 |